# 팝 스테이션
《김주우의 팝 스테이션》은 김주우 아나운서의 진행으로 매일 오전 3시부터 오전 4시 55분까지 SBS 파워FM을 통해 방송되는 라디오 프로그램이다. FM zine의 후속작이며, 2016년 SBS 라디오 가을 개편으로 신설되었다. 하지만 컨셉을 보면 김영철이 진행했던 펀펀 투데이의 컨셉을 계승한 것으로 보인다. 신설 당시에는 오전 4시부터 4시 55분까지였으나 2017년 3월 20일 SBS라디오 봄 개편으로 1시간이 확장되었다. 2025년 7월 7일 자로 9년만에 폐지되었다. 2025년 7월 8일부터 후속 프로그램은 파워 스테이션이다.

## 코너

### 데일리 코너
- 사연과 신청곡
- You've got POP-mail

### 요일별 코너
- 월요일 : Theme Ranking show
- 화요일 : More than words
- 수요일 : Pop line-up
- 목요일 : 빌보드 hot 100
- 금요일 : Old and wise
- 토요일 : Don't stop the music
- 일요일 : Hide&Seek

## 일부 지역 자체 방송
다음 지역민방 프로그램은 3시 또는 4시에 방송된다. kbc My FM, JTV MAGIC FM, ubc Green FM은 김주우의 팝 스테이션 대신 자체프로그램을 내보낸다. 그러나 TBC Dream FM, TJB POWER FM, CJB JOY FM, G1 Fresh FM은 김주우의 팝 스테이션을 자체편성 없이 내보낸다. 그러나 JIBS New Power FM은 새벽 3시부터 4시까지만 방송하고, 새벽 4시부터 4시 53분까지는 자체 방송을 보낸다. KNN 파워FM은 평일에만 방송된다.
- 단, 본사 방송 수중계는 대전세종충남, 충북, 대구경북, 강원 주말, 부산경남 평일, 제주 1부이다.

| 프로그램                                          | 지역                | 방송채널          | 진행자       |
| ------------------------------------------------- | ------------------- | ----------------- | ------------ |
| 뮤직블로그 (평일) (03:00~04:00)                   | 강원특별자치도      | G1 Fresh FM       | 2부 (김우진) |
| 오희주의 라디오라떼 (재방송) (주말) (03:00~05:00) | 부산광역시·경상남도 | KNN 파워FM        | 오희주       |
| My FM 사운드 오브 뮤직(03:00~06:00)               | 광주광역시·전라남도 | kbc My FM         | BGM          |
| 논스톱 음악산책(03:00~05:00)                      | 전북특별자치도      | JTV MAGIC FM      | BGM          |
| 김수희의 잠 못 드는밤 그대는(03:00~05:00)         | 울산광역시          | ubc Green FM      | 김수희       |
| FM TOWN (04:00~04:53)                             | 제주특별자치도      | JIBS New Power FM | BGM          |

## 참고 사항
- 매달 마지막 주 화요일[1]은 관악산 송신소와 동두천 중계소의 방송장비 점검과 더 나은 방송수신을 위해 새벽 2시~5시까지 계획정파를 실시하므로 방송되지 않는다. 
 (애프터 클럽 2부, 팝 스테이션)
- 현재는 SBS 파워FM에서 논스톱 BGM 프로그램이 아닌 정규 프로그램이다.